# Láneia
Láneia är en ort i Cypern.   Den ligger i distriktet Eparchía Lemesoú, i den centrala delen av landet, 60 km sydväst om huvudstaden Nicosia. Láneia ligger 577 meter över havet och antalet invånare är 199.
Terrängen runt Láneia är huvudsakligen kuperad, men norrut är den bergig. Trakten runt Láneia är ganska tätbefolkad, med 230 invånare per kvadratkilometer. Närmaste större samhälle är Limassol, 18,9 km sydost om Láneia. Trakten runt Láneia är i huvudsak ett öppet busklandskap.